# Krocodona sauridion
Krocodona sauridion är en insektsart som beskrevs av Kramer 1964. Krocodona sauridion ingår i släktet Krocodona och familjen dvärgstritar. Inga underarter finns listade i Catalogue of Life.